# Заборов, Михаил Абрамович
Михаи́л Абра́мович Забо́ров (1920—1987) — советский историк-медиевист, специалист по истории крестовых походов, популяризатор исторических знаний. Доктор исторических наук (1967), профессор.

## Биография
Родился в семье служащего. Учился в Московском государственном университете, во время войны был эвакуирован в Челябинск. В 1942—1945 годах преподавал в Челябинском педагогическом институте. В 1945 году вступил в ВКП(б).
В 1947 году М. А. Заборов защитил кандидатскую диссертацию «Союз двух Филиппов (из истории франко-германских отношений в 1198—1208 гг.)». В 1967 году защитил докторскую диссертацию по историографии крестовых походов.
С 1970 года — сотрудник, а с 1980 года — руководитель сектора Института международного рабочего движения АН СССР. Член Научного совета АН СССР по истории исторической науки, активно участвовал в ряде сессий совета.
Скончался 13 июля 1987 года. Похоронен в Москве на Донском кладбище (участок 4).

## Научная деятельность
Разработку истории крестовых походов европейцев на Восток в XI—XIII веках М. А. Заборов вёл в течение всей жизни, став крупнейшим в СССР специалистом в этой области. Является автором 365 печатных работ, в том числе 14 книг.
Делал и публиковал переводы источников, писал рецензии и обзоры. Автор глав по истории крестовых походов и международных отношений в нескольких изданиях учебника по истории Средних веков для университетов.
Выступал также как популяризатор исторических знаний. Его перу принадлежат работы научно-атеистического характера.

## Основные работы
Книги
- Заборов М. А. Крестовые походы / Отв. ред. А. П. Каждан. — М.: Изд-во АН СССР, 1956. — 280 с. — (Научно-популярная серия). — 15 000 экз.
- Заборов М. А. О чём звонит колокол: Эпизоды из церковной истории. — М.: Советская Россия, 1960. — 144 с. — 50 000 экз.
- Заборов М. А. Папство и крестовые походы / АН СССР. — М.: Изд-во АН СССР, 1960. — 264 с. — (Научно-популярная серия). — 10 000 экз.
- Заборов М. А. Крестоносцы и их походы на Восток в XI — XIII веках. — М.: Учпедгиз, 1962. — 168 с. — (Школьная историческая библиотека). — 40 000 экз.
- Заборов М. А. «Сыны света» и «Новый завет». — М.: Советская Россия, 1963. — 64 с. — (Отвечаем на вопросы верующих). — 60 000 экз.
- Каждан А. П., Заборов М. А. У истоков веры. — М.: Советская Россия, 1964. — 94 с. — (Отвечаем на вопросы верующих). — 10 000 экз.
- Заборов М. А. Введение в историографию крестовых походов: (Латинская хронография XI—XIII вв.) / Отв. ред. А. П. Каждан; АН СССР. — М.: Наука. Главная редакция восточной литературы, 1966. — 384 с.
- Заборов М. А. Историография крестовых походов: (Литература XV—XIX вв.) / Институт востоковедения АН СССР. — М.: Наука, 1971. — 368, [32] с. — 2900 экз.
- Заборов М. А. Как душу в плен берут. — М.: Советская Россия, 1974. — 256 с.
- Заборов М. А. История крестовых походов в документах и материалах: Учеб. пособие для вузов по специальности «История» / Рец.: кафедра истории средних веков МГУ; проф. З. В. Удальцова. — М.: Высшая школа, 1977. — 272 с. — 20 000 экз.
- Заборов М. А. Крестом и мечом / Худож. В. Н. Иванов. — М.: Советская Россия, 1979. — 240 с. — 50 000 экз.
- Заборов М. А. Крестоносцы на Востоке / Отв. ред. З. В. Удальцова. — М.: Наука. Главная редакция восточной литературы, 1980. — 320 с. — 30 000 экз.
- Заборов М. А. Крестовые походы. — М.: Государственная публичная историческая библиотека России, 2016. — 368 с. — (В помощь студенту-историку). — 500 экз. — ISBN 978-5-85209-369-1.

Публикации источников
- Робер де Клари. Завоевание Константинополя = Robert de Clari. La Conquete de Constantinople / Перевод, статья и комментарии М. А. Заборова; Отв. ред. З. В. Удальцова; АН СССР. — М.: Наука, 1986. — 176 с. — (Памятники исторической мысли). — 100 000 экз.
- Жоффруа де Виллардуэн. Завоевание Константинополя / Перевод, статья и комментарии М. А. Заборова; Отв. ред. Ю. Л. Бессмертный; АН СССР. — М.: Наука, 1993. — 295 с. — (Памятники исторической мысли). — 8 000 экз.

Статьи
- Группа по истории Византии при Институте истории АН СССР в 1948—1949 гг. / М. З. // Византийский временник. 1951. № 4. — C. 263—274.
- Крестовые походы в русской буржуазной историографии // Византийский временник. 1951. № 4. — C. 171—190.
- Об идейной борьбе вокруг исторического опыта пролетарских революций (на материалах событий Парижской коммуны) // Социальные движения и борьба идей: проблемы истории и историографии / отв. ред. М. А. Заборов. — М.: Наука, 1982. — С. 10—41.